# Bob Bryan

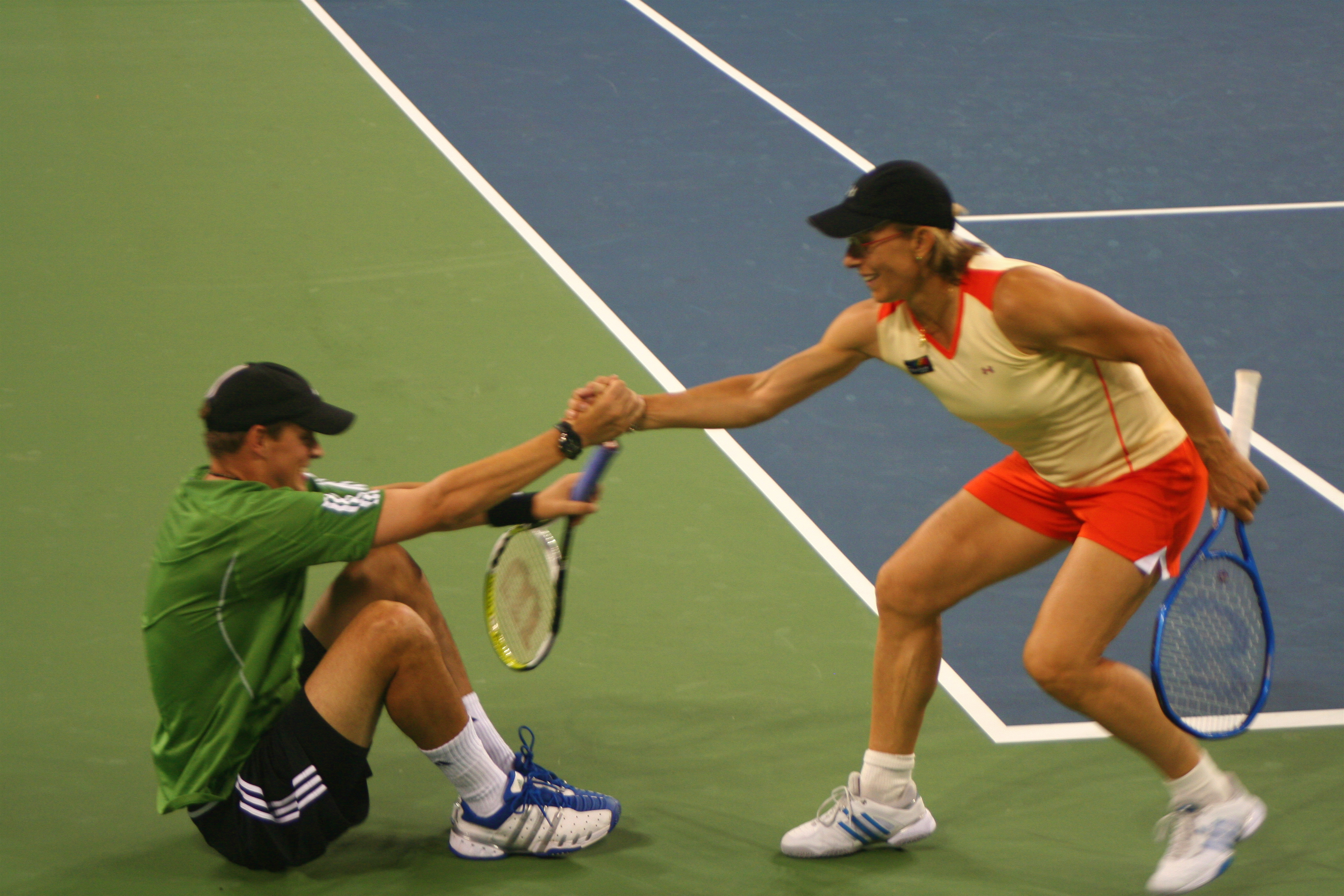
Martina Navratilova ayuda a levantarse a Bob Bryan.

Robert Charles "Bob" Bryan (Camarillo, California, 29 de abril de 1978) es un exjugador profesional de tenis estadounidense.

## Biografía
Junto a su hermano Mike Bryan, se especializaron en dobles, donde en conjunto han obtenido 116 títulos en dobles, llegando a ser número 1 de la especialidad.
En 2006 se convirtieron en una de las pocas parejas en obtener los 4 títulos de Grand Slam y la Tennis Masters Cup en su carrera. Son la pareja de hermanos más destacada de la historia del tenis. En 2007 fueron parte integrante del equipo estadounidense campeón de Copa Davis, ganando los cuatro partidos de dobles que jugaron en el año. Bob también consiguió una victoria en singles con la serie ya definida ante República Checa por la primera ronda.
En 2012 consiguieron ganar los Juegos Olímpicos en Londres y de esa forma completaron el Golden Slam. 
En 2014 hicieron historia en el US Open ganando el título número 100 como pareja y su decimosexto Grand Slam. Posteriormente en Shanghái serían la primera pareja en ganar todos los Másters 1000, acompañando a Néstor, siendo los únicos jugadores en poseer todos y cada uno de los torneos de esta categoría.

## Torneos de Grand Slam

### Dobles Masculino

#### Victorias (16)
| Año  | Torneo          | Pareja     | Oponentes en la final            | Resultado          |
| 2003 | Roland Garros   | Mike Bryan | Paul Haarhuis Yevgeni Káfelnikov | 7-6(3), 6-3        |
| 2005 | US Open         | Mike Bryan | Jonas Björkman Max Mirnyi        | 6-1, 6-4           |
| 2006 | Australian Open | Mike Bryan | Martin Damm Leander Paes         | 4-6, 6-3, 6-4      |
| 2006 | Wimbledon       | Mike Bryan | Fabrice Santoro Nenad Zimonjić   | 6-3, 4-6, 6-4, 6-2 |
| 2007 | Australian Open | Mike Bryan | Jonas Björkman Max Mirnyi        | 7-5, 7-5           |
| 2008 | US Open         | Mike Bryan | Lukáš Dlouhý Leander Paes        | 7-6(5), 7-6(10)    |
| 2009 | Australian Open | Mike Bryan | Mahesh Bhupathi Mark Knowles     | 2-6, 7-5, 6-0      |
| 2010 | Australian Open | Mike Bryan | Daniel Nestor Nenad Zimonjić     | 6-3, 6-7(5), 6-3   |
| 2010 | US Open         | Mike Bryan | Rohan Bopanna Aisam Qureshi      | 7-6(5), 7-6(4)     |
| 2011 | Australian Open | Mike Bryan | Leander Paes Mahesh Bhupathi     | 6-3, 6-4           |
| 2011 | Wimbledon       | Mike Bryan | Robert Lindstedt Horia Tecău     | 6-3, 6-4, 7-6(2)   |
| 2012 | US Open         | Mike Bryan | Leander Paes Radek Štěpánek      | 6-3 6-4            |
| 2013 | Australian Open | Mike Bryan | Robin Haase Igor Sijsling        | 6-3, 6-4           |
| 2013 | Roland Garros   | Mike Bryan | Michaël Llodra Nicolas Mahut     | 6-4, 4-6, 7-6(4)   |
| 2013 | Wimbledon       | Mike Bryan | Ivan Dodig Marcelo Melo          | 3-6, 6-3, 6-4, 6-4 |
| 2014 | US Open         | Mike Bryan | Marcel Granollers Marc López     | 6-3 6-4            |

#### Finalista
| Año  | Torneo          | Pareja     | Oponentes en la final          | Resultado                     |
| 2003 | US Open         | Mike Bryan | Jonas Björkman Todd Woodbridge | 7-5, 0-6, 5-7                 |
| 2004 | Australian Open | Mike Bryan | Michaël Llodra Fabrice Santoro | 6-7(4), 3-6                   |
| 2005 | Australian Open | Mike Bryan | Wayne Black Kevin Ullyett      | 4-6, 4-6                      |
| 2005 | Roland Garros   | Mike Bryan | Jonas Björkman Max Mirnyi      | 6-2, 1-6, 4-6                 |
| 2005 | Wimbledon       | Mike Bryan | Stephen Huss Wesley Moodie     | 6-7(4), 3-6, 7-6(2), 3-6      |
| 2006 | Roland Garros   | Mike Bryan | Jonas Björkman Max Mirnyi      | 7-6(5), 4-6, 5-7              |
| 2007 | Wimbledon       | Mike Bryan | Arnaud Clément Michaël Llodra  | 7-6(5), 3-6, 4-6, 4-6         |
| 2009 | Wimbledon       | Mike Bryan | Daniel Nestor Nenad Zimonjić   | 6-7(7), 7-6(3), 6-7(3), 3-6   |
| 2012 | Australian Open | Mike Bryan | Leander Paes Radek Štěpánek    | 6-7(1), 2-6                   |
| 2012 | Roland Garros   | Mike Bryan | Daniel Nestor Max Mirnyi       | 4-6, 4-6                      |
| 2014 | Wimbledon       | Mike Bryan | Vasek Pospisil Jack Sock       | 6-7(5), 7-6(3), 4-6, 6-3, 5-7 |
| 2015 | Roland Garros   | Mike Bryan | Ivan Dodig Marcelo Melo        | 7-6(5), 6-7(5), 5-7           |
| 2016 | Roland Garros   | Mike Bryan | Feliciano López Marc López     | 4-6, 7-6(6), 3-6              |
| 2017 | Australian Open | Mike Bryan | Henri Kontinen John Peers      | 5-7, 5-7                      |

### Dobles Mixto

#### Victorias
| Año  | Torneo        | Pareja              | Oponentes en la final              | Resultado        |
| 2003 | US Open       | Katarina Srebotnik  | Lina Krasnoroutskaya Daniel Nestor | 5-7 7-5 7-6      |
| 2004 | US Open       | Vera Zvonareva      | Alicia Molik Todd Woodbridge       | 6-3 6-4          |
| 2006 | US Open       | Martina Navratilova | Květa Peschke Martin Damm          | 6-2 6-3          |
| 2008 | Roland Garros | Victoria Azarenka   | Nenad Zimonjić Katarina Srebotnik  | 6-2, 7-6(4)      |
| 2008 | Wimbledon     | Samantha Stosur     | Katarina Srebotnik Mike Bryan      | 7-5, 6-4         |
| 2009 | Roland Garros | Liezel Huber        | Vania King Marcelo Melo            | 5-7, 7-6(5) 10-7 |
| 2010 | US Open       | Liezel Huber        | Kveta Peschke Aisam-Ul-Haq Qureshi | 6-4 6-4          |

#### Finalista
| Año  | Torneo    | Pareja          | Oponentes en la final   | Resultado      |
| 2002 | US Open   | Samantha Stosur | Lisa Raymond Mike Bryan | 7-6(9), 7-6(1) |
| 2006 | Wimbledon | Venus Williams  | Vera Zvonareva Andy Ram | 6-3, 6-2       |

## Juegos Olímpicos

### Dobles

#### Medalla de oro
| Año  | Torneo               | Superficie | Pareja     | Oponentes                         | Resultado   |
| ---- | -------------------- | ---------- | ---------- | --------------------------------- | ----------- |
| 2012 | JJ. OO. Londres 2012 | Césped     | Mike Bryan | Michaël Llodra Jo-Wilfried Tsonga | 6-4, 7-6(4) |

#### Medalla de bronce
| Año  | Torneo             | Superficie | Pareja     | Oponentes                     | Resultado     |
| ---- | ------------------ | ---------- | ---------- | ----------------------------- | ------------- |
| 2008 | JJ. OO. Pekín 2008 | Dura       | Mike Bryan | Arnaud Clément Michaël Llodra | 3-6, 6-3, 6-4 |

## Clasificación en torneos del Grand Slam

### Dobles
| Torneos                   | 1995 | 1996 | 1997 | 1998 | 1999 | 2000 | 2001 | 2002 | 2003 | 2004 | 2005 | 2006 | 2007 | 2008 | 2009 | 2010 | 2011 | 2012 | 2013 | 2014 | 2015 | 2016 | 2017 | G–P    | Títulos |
| ------------------------- | ---- | ---- | ---- | ---- | ---- | ---- | ---- | ---- | ---- | ---- | ---- | ---- | ---- | ---- | ---- | ---- | ---- | ---- | ---- | ---- | ---- | ---- | ---- | ------ | ------- |
| Grand Slam                |      |      |      |      |      |      |      |      |      |      |      |      |      |      |      |      |      |      |      |      |      |      |      |        |         |
| Abierto de Australia      | A    | A    | A    | A    | A    | 1R   | 1R   | CF   | 3R   | F    | F    | G    | G    | CF   | G    | G    | G    | F    | G    | 3R   | 3R   | 3R   | F    | 70-12  | 6       |
| Roland Garros             | A    | A    | A    | A    | 2R   | 2R   | 2R   | CF   | G    | SF   | F    | F    | CF   | CF   | SF   | 2R   | SF   | F    | G    | CF   | F    | F    | 2R   | 67-17  | 2       |
| Wimbledon                 | A    | A    | A    | A    | 3R   | 1R   | SF   | SF   | CF   | 3R   | F    | G    | F    | SF   | F    | CF   | G    | SF   | G    | F    | CF   | CF   | 2R   | 68-15  | 3       |
| Abierto de Estados Unidos | 1R   | 1R   | 1R   | 1R   | 1R   | CF   | 2R   | SF   | F    | 3R   | G    | 3R   | CF   | G    | SF   | G    | 1R   | G    | SF   | G    | 1R   | CF   | SF   | 62-16  | 5       |
| G–P                       | 0–1  | 0–1  | 0–1  | 0–1  | 3–3  | 4–4  | 6–4  | 14–4 | 16–3 | 13–4 | 21–3 | 19–2 | 17–3 | 16–3 | 19–3 | 16-2 | 16-2 | 20–3 | 22–1 | 17–3 | 10-3 | 13-4 | 11–4 | 267-60 | 16      |